# Decca (radionavigazione)

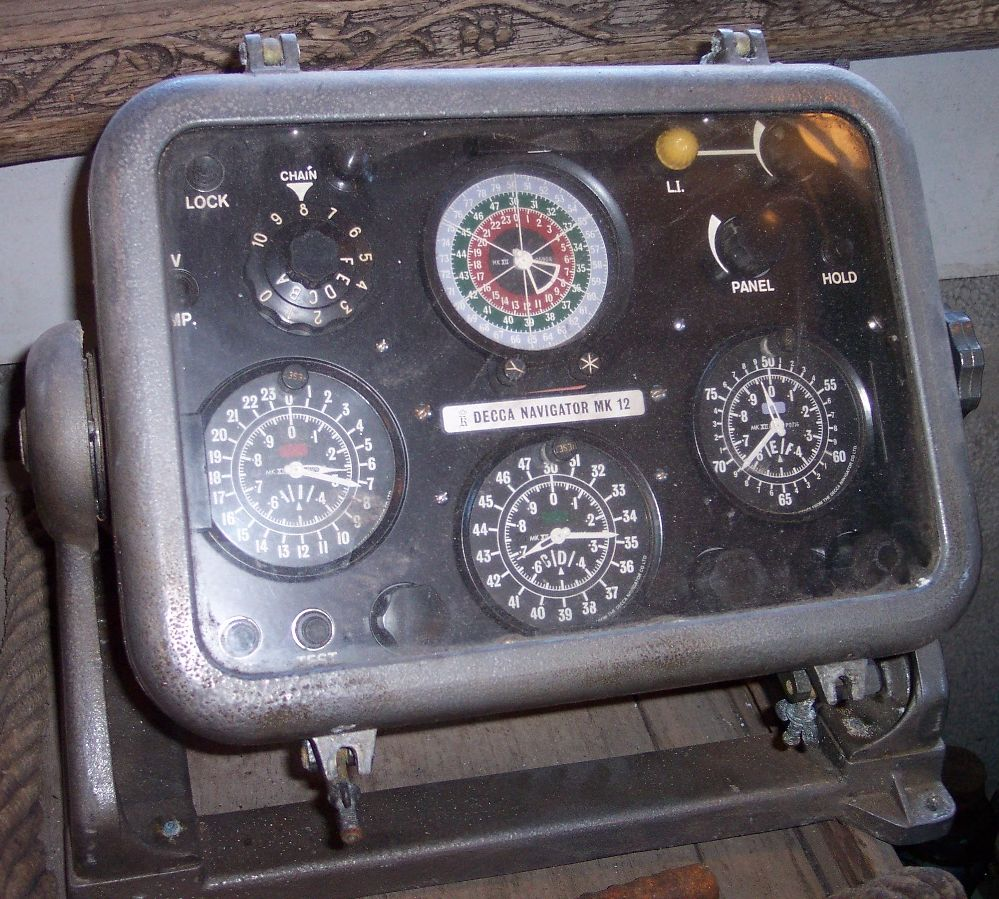
Un ricevitore Decca, l'MK 12

Il Decca era un sistema di radionavigazione iperbolico utilizzato inizialmente soprattutto nell'Europa del nord, ed esteso poi ad altre parti del globo.
Come il LORAN utilizzava onde radio LF (a bassa frequenza), ma mentre il LORAN per determinare la posizione sfrutta l'intervallo di tempo tra i segnali ricevuti da tre o più stazioni, il Decca utilizzava invece un confronto di fase. Per questo motivo, mentre le stazioni radio LORAN emettono impulsi, quelle Decca emettevano onde radio continue.
Il Decca usava quattro stazioni a terra, di cui una era master, altre due erano slave e la quarta era di controllo. Queste ultime tre erano chiamate rosso, verde e viola.
La portata del sistema era di circa 400 miglia nautiche di giorno e di 200 di notte, in funzione delle differenti condizioni di propagazione.
Ha cessato di funzionare nella primavera del 2000, ormai superato dai nuovi sistemi di posizionamento globale.